# Pierre Boulle
Pierre François Marie Louis Boulle (Avignon, 21 de febrer, de 1912 - París, 30 de gener de 1994) va ser un escriptor francès, les seves obres més conegudes i que ambdues van ser portades al cinema van ser El pont sobre el riu Kwai (1952) i El planeta dels simis (1963)

## Biografia
El seu nom complet era Pierre-François-Marie-Louis Boulle'. Era enginyer i de 1936 a 1939 treballà com a tècnic en una plantació d'arbres de cautxú a Malàisia. Durant la Segona Guerra Mundial, Boulle es va allistar a l'exèrcit de la Indoxina francesa. Quan els alemanys van ocupar França, entrà en la resistència antinazi dins el moviment de la França Lliure a Singapur.
Va actuar com a agent secret fent servir una falsa identitat de ciutadà anglès sota el nom de Peter John Rule i va ajudar al moviment de la resistència francesa a la Xina, Birmània i la Indoxina francesa. El 1943, va ser capturat pels partidaris de la França de Vichy en el riu Mekong i com a conseqüència va ser condemnat a treballs forçats a perpetuïtat. Acabada la guerra va ser nomenat chevalier de la Légion d'Honneur i condecorat amb la Croix de Guerre i la Médaille de la Résistance. Ell mateix va descriure aquestes experiències en l'obra autobiogràfica El meu propi riu Kwai(1967).
Poc després de la Guerra, Boulle es traslladà a París i començà a escriure. El 1952 publicà El pont sobre el riu Kwai, que esdevingué un bestseller mundial, guanyant el Premi Sainte-Beuve. El llibre es basava en les experiències reals de Boulle durant la Guerra, essent considerat com una obra semi realista.

## Cinema
El 1957, David Lean transformà en pel·lícula El pont sobre el riu Kwai, que guanyà diversos Oscars, incloent el de millor pel·lícula i el de millor actor (Alec Guinness). El mateix Boulle guanyà el premi del millor guió adaptat malgrat que no era ell l'autor del guió. El motiu d'això era que els autèntics guionistes, Carl Foreman i Michael Wilson, eren considerats sospitosos de simpatitzar amb el comunisme (en l'època de la caça de bruixes). L'Acadèmia de Cinema va finalment afegir els seus noms als Òscars l'any 1984.
El 1968, d'una altra obra de Boulle, El planeta dels simis, un clàssic de la ciència-ficció (o més correctament ficció científica), se'n va fer una pel·lícula per Franklin J. Schaffner, guanyant un Oscar i amb quatre seqüeles. El 2001, Tim Burton en feu una versió que no va tenir tant d'èxit.

## Obra
- Le fou du quartier
- William Conrad (1950)
- Le Sacrilège malais (1951)
- Le Pont de la rivière Kwaï (1952) - Prix Sainte-Beuve 1952
- La Face (1953)
- Le Bourreau (1954)
- L'Épreuve des hommes blancs (1955)
- Les Voies du salut (1958)
- Un métier de seigneur (1960)
- La Planète des singes (1963); en català El planeta dels simis
- Le Jardin de Kanashima (1964)
- Le Photographe (1967)
- Les Jeux de l'esprit (1971)
- Les Oreilles de jungle (972)
- Les Vertus de l'enfer (1974)
- Le Bon léviatan (1977)
- Les Coulisses du ciel (1979)
- L'Énergie du désespoir (1981)
- Miroitements (1982)
- La Baleine des Malouines (1983)
- Pour l'amour de l'art (1985)
- Le Professeur Mortimer (1988)
- Le Malheur des uns... (1990)
- À nous deux Satan (1992)